# 鹿児島市電伊敷線
伊敷線（いしきせん）は、かつて鹿児島県鹿児島市加治屋町から同市伊敷町までを結んでいた鹿児島市交通局（鹿児島市電）の軌道路線である。1985年9月30日限りで廃止された。

## 路線データ
廃止時
- 路線距離（営業キロ）：3.9km
- 軌間：1435mm
- 電停数：10（終起点を含む）
- 複線区間：全線複線
- 電化区間：全線電化（直流600V）

## 運行形態
- 廃止時 3系統（鹿児島駅前 - 高見馬場 - 加治屋町 - 新上橋 - 伊敷町） - 電停名は当時

## 歴史
- 1918年（大正7年）

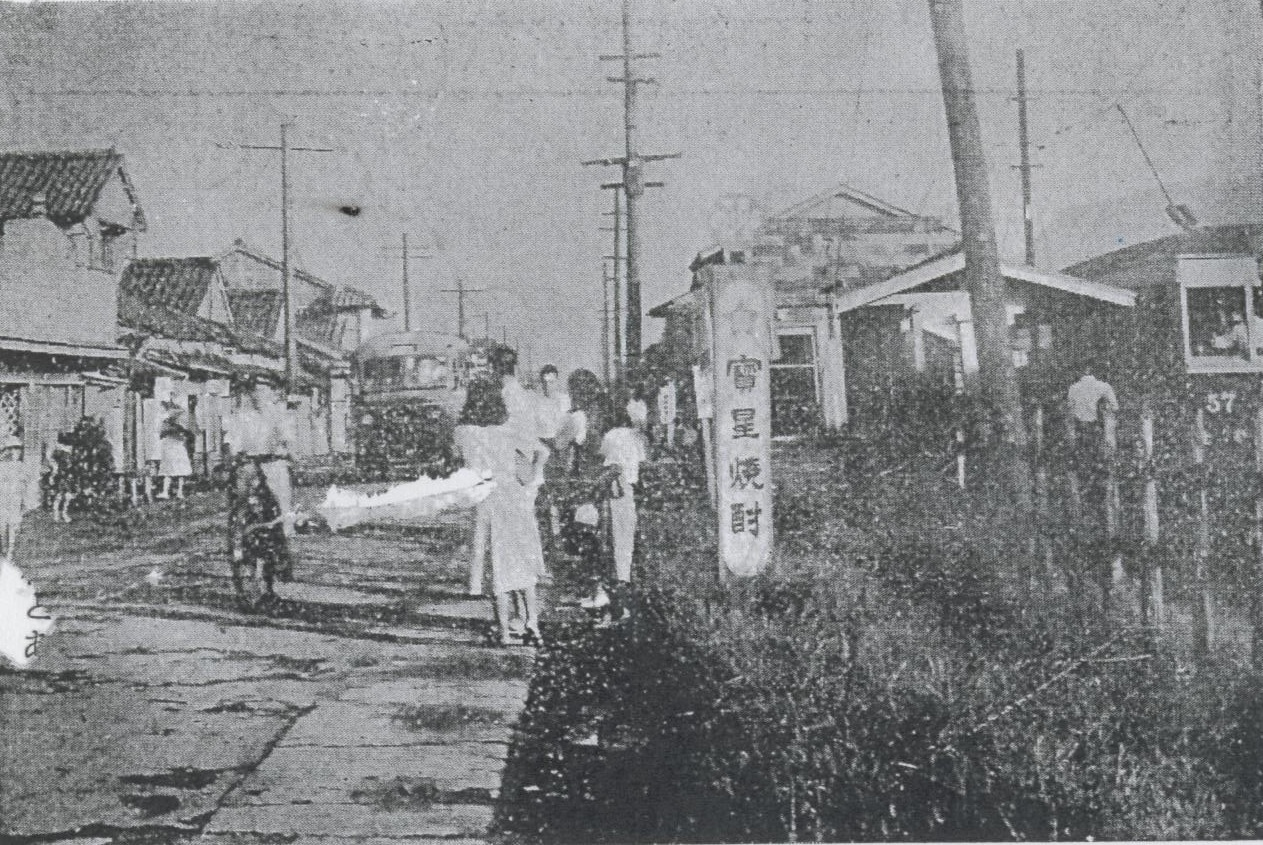
1950年頃の伊敷電停付近

  - 3月13日 鹿児島電気軌道が柿本寺通 - 新上橋間を開業[2]
  - 3月14日 新上橋 - 草牟田間を開業[2]、あるいは柿本寺通 - 草牟田間 (74C) を開業[3][注釈 1]
- 1920年（大正9年）10月1日 草牟田 - 伊敷間 (75C[3]) を開業[注釈 1]
- 1928年（昭和3年）7月1日 鹿児島市が買収し、電気局の運営となる[2]
- 1940年（昭和15年）頃 伊敷兵営前（伊敷より改称、年月日不明）を伊敷に改称[2]
- 1943年（昭和18年）5月5日 玉江橋を廃止[2]
- 1952年（昭和27年）8月10日 新照院 - 伊敷間を国道3号線上の併用軌道に移設[2][4]
- 1953年（昭和28年）2月20日 玉里道を護国神社前に改称[2]
- 1959年（昭和34年）4月10日 伊敷 - 下伊敷間 (0.5km) を開業[2]
- 1961年（昭和36年）12月16日 下伊敷 - 上伊敷間 (0.4km) を開業し、全通[2]
- 1962年（昭和37年）4月1日 伊敷を玉江小学校前に、下伊敷を国立病院前に、上伊敷を伊敷町に改称[2]
- 1962年（昭和37年）以前 新照院信号所を移設、客扱いを開始[2]
- 1967年（昭和42年）1月1日 柿本寺通を加治屋町に改称[2]
- 1980年（昭和55年）から1985年（昭和60年）の間 国立病院前を下伊敷に改称[2][5]
- 1985年（昭和60年）10月1日 加治屋町 - 伊敷町間の全線を廃止[2]

## 電停一覧
廃止時
加治屋町 - 千石馬場 - 新上橋 - 新照院 - 草牟田 - 中草牟田 - 護国神社前 - 玉江小学校前 - 下伊敷 - 伊敷町

### 全線廃止以前に廃止された電停
- 玉江橋（1930年から1931年の間に開業、1943年5月5日廃止）

## 接続路線
- 加治屋町電停：鹿児島市電第二期線（全線第一期線天文館通方面に直通）

## 沿線の影響
ほとんどの軌道が国道3号上に敷設されていたため、渋滞により定時運行が困難となっていた。

## 現在の路線跡
ほとんどが国道3号上に敷設されていたため、アスファルトにより埋め立てられた。また、一部が国道3号から外れていたが、現在は跡は殆ど見られない。
国道3号に移設前の新照院－伊敷間については、現在でも道路としてほぼそのまま使用されている為（新照院から草牟田までの一部住宅地を除く）、地図や航空写真からその路線位置を確認することが出来る。